# Mikuláš IV. Druget
Mikuláš IV. Druget(h) (maďarsky IV. Drugeth Miklós) byl uherský šlechtic z humenské větve rodu Drugetů.

## Život
Narodil se jako syn Štěpána IV. Drugeta a jeho manželky Kláry Báthoryové. 
Matka mu zemřela ve Vídni při porodu (1546), když doprovázela manžela na cestě za králem Ferdinandem. Ten se mu stal kmotrem a svého kmotřence jmenoval zemplínským županem. Už jako 15letý mladík se v Zemplíně zúčastnil Stoličné kongregace zemplínských zemanů za účelem přípravy vojska pro krále Ferdinanda. Toto vojsko mělo za cíl zničit odboj proti králi, který vedl velitel František Német. 
Po nešťastné smrti svého otce Štěpána IV. v roce 1555 se ještě nemohl stát županem, proto panovník Ferdinand jmenoval Mikuláše z Perinu jako zastupujícího župana. V roce 1558 ho zastupoval Matej Wicmandi, jak je to určeno v královské jmenovací listině krále Ferdinanda: "ustanovil Tě spolu s manželkou, dětmi a se vznešeným Mikulášem z Humenného, kterému ty budeš patronem a věrným poručníkem." Aby mohl vykonávat tuto funkci, musel složit před zástupci stolice předepsanou přísahu, jak je to i zaznamenaná: "V pondělí před svátkem sv. Mikuláše biskupa, na majetku Trhovište, roku 1558. Pan Matej Wicmándy v přítomnosti vznešeného Mikuláše, syna Štěpána Drugetha z Humenného, zvolen zákonitým županem ve smyslu zákonitých listů nejjasnějšího uherského krále, jeho císařského majestátu, složil přísahu, Vivat! " Na inauguraci Maxmiliána II. za uherského krále se účastnili i zástupci zemplínské župy a v análech se udává: "Gabriel z Perinu přijel se 118 jezdci, Jan Alagi s 28, Mikuláš z Humenného, nejvyšší župan s 30 jezdci. Navíc Gabriel z Perinu nesl před králem meč v pochvě sv. Štěpána. "
Matej Vicmandy odevzdal 2. ledna v roce 1570 správu zemplínské stolice Mikulášovi IV. Do toho úřadu byl uveden čanádským biskupem Baltazarem Melega a leleským proboštem. Při této příležitosti byl zvolen i nový podžupan Šimon Alpari z Bolu a notář Petr z Čičarovců. Tato událost způsobila velkou radost, o čemž svědčí následující zápis: "Radost přítomných stavů byla tak velká, že darovali na tisíce florénové sbírce, určené pro jeho císařský-královský majestát z titulu půjčky pro válečné potřeby, sto zlatých na zaplacení výkupného za Štěpána Krušica, ztrápeného nedůstojným zajetím u barbarů a na jeho návrat zpět do vlasti, jen aby udělali tento den co nejvíce památným v dějinách stolice. "
Král Maximilián IV. na toto velkodušné gesto zemplínské stolice reagoval tím, že slavnostně svěřil županovi Mikulášovi IV. a jeho potomkům privilegium pořádat trhy v městečku Zemplín.
V roce 1575 Mikuláš IV. Druget znovu opravil hrad Brekov, o čemž svědčí i doklad, že Ján Zápolský se po prohrané bitvě u Tokaje uchýlil tento hrad.